# Tabango
Tabango ist eine philippinische Stadtgemeinde in der Provinz Leyte. Sie hat 34.195 Einwohner (Zensus 1. August 2015).

## Baranggays
Tabango ist politisch in 13 Baranggays unterteilt.
- Butason I
- Butason II
- Campokpok
- Catmon
- Gimarco
- Gibacungan
- Inangatan
- Manlawaan
- Omaganhan
- Poblacion
- Santa Rosa
- Tabing
- Tugas